# Persone di cognome Brown/Cestisti
| Questa pagina contiene informazioni ricavate automaticamente dalle voci biografiche con l'ausilio del template Bio e di un bot. L'aggiornamento è periodico e automatico e ricostruisce completamente la pagina. Se manca una persona in questa lista, sei pregato di non aggiungerla, ma accertati piuttosto che la sua voce biografica contenga il template Bio e che i dati anagrafici siano correttamente compilati. Se il template Bio manca, inseriscilo tu stesso o, in alternativa, metti l'avviso {{tmp\|Bio}} che ne segnala la mancanza. Se i dati riportati sono sbagliati, correggi direttamente la voce biografica; le modifiche saranno visibili in questa lista entro pochi giorni. Per chiarimenti vedi il progetto antroponimi. La lista contiene solo le 91 persone che sono citate nell'enciclopedia e per le quali è stato implementato correttamente il template Bio. Pagina aggiornata al 7 giu 2025. |

Questa è una lista di persone presenti nell'enciclopedia che hanno il cognome Brown e sono cestisti.

## A(7)
- Kedrick Brown, ex cestista statunitense (Zachary, n. 1981)
- Tony Brown, ex cestista e allenatore di pallacanestro statunitense (Chicago, n. 1960)
- Aaron Brown, ex cestista statunitense (New York, n. 1992)
- Alec Brown, cestista statunitense (Winona, n. 1992)
- Andre Brown, ex cestista statunitense (Chicago, n. 1981)
- Anthony Brown, cestista statunitense (Bellflower, n. 1992)
- Arturo Brown, cestista statunitense (Worcester, n. 1961 - Boston, † 1982)

## B(7)
- Brandon Brown, ex cestista statunitense (Houma, n. 1981)
- Brandon Brown, cestista statunitense (Phoenix, n. 1991)
- Brandon Brown, cestista statunitense (Tacoma, n. 1989)
- Brandon Brown, cestista statunitense (New Orleans, n. 1985)
- Brett Brown, ex cestista, allenatore di pallacanestro e dirigente sportivo statunitense (Rockland, n. 1961)
- Brian Brown, ex cestista statunitense (Brooklyn, n. 1979)
- Bryce Brown, cestista statunitense (Stone Mountain, n. 1997)

## C(6)
- P.J. Brown, ex cestista statunitense (Detroit, n. 1969)
- Carl Brown, ex cestista statunitense (Detroit, n. 1968)
- Carlon Brown, ex cestista statunitense (Riverside, n. 1989)
- Cecil Brown, ex cestista statunitense (Inglewood, n. 1983)
- Chad Brown, cestista statunitense (Deltona, n. 1996)
- Charlie Brown, cestista statunitense (Filadelfia, n. 1997)

## D(8)
- Dee Brown, ex cestista, allenatore di pallacanestro e dirigente sportivo statunitense (Jacksonville, n. 1968)
- Dee Brown, ex cestista e allenatore di pallacanestro statunitense (Jackson, n. 1984)
- Markel Brown, cestista statunitense (Alexandria, n. 1992)
- Damone Brown, ex cestista statunitense (Buffalo, n. 1979)
- Darrell Brown, cestista statunitense (Eureka, n. 1923 - San Mateo, † 1990)
- Denham Brown, ex cestista canadese (Toronto, n. 1983)
- Derrick Brown, ex cestista statunitense (Oakland, n. 1987)
- Devin Brown, ex cestista statunitense (Salt Lake City, n. 1978)

## E(4)
- Gene Brown, cestista statunitense (San Francisco, n. 1935 - † 2020)
- Earl Brown, ex cestista statunitense (Huntington Station, n. 1952)
- Elijah Brown, cestista statunitense (Denver, n. 1995)
- Ernest Brown, ex cestista statunitense (Bronx, n. 1979)

## F(1)
- Fred Brown, ex cestista statunitense (Milwaukee, n. 1948)

## G(3)
- Gabe Brown, cestista statunitense (Ypsilanti, n. 2000)
- George Brown, cestista statunitense (Detroit, n. 1935 - † 2016)
- Graham Brown, ex cestista statunitense (Mio, n. 1984)

## H(3)
- Harold Brown, cestista e allenatore di pallacanestro statunitense (n. 1923 - Evansville, † 1980)
- Hillery Brown, cestista statunitense (Jackson, n. 1912 - Chicago, † 1991)
- Hubie Brown, ex cestista, allenatore di pallacanestro e telecronista sportivo statunitense (Elizabeth, n. 1933)

## I(2)
- Ira Brown, cestista statunitense (Corsicana, n. 1982)
- Isiah Brown, cestista statunitense (Anchorage, n. 1997)

## J(8)
- John Brown, ex cestista statunitense (Francoforte sul Meno, n. 1951)
- Myron Brown, ex cestista statunitense (McKees Rocks, n. 1969)
- J'Covan Brown, cestista statunitense (Port Arthur, n. 1990)
- Jabari Brown, ex cestista statunitense (Oakland, n. 1992)
- Jamar Brown, ex cestista statunitense (n. 1980)
- Jim Brown, cestista e giocatore di baseball statunitense (Filadelfia, n. 1912 - † 1991)
- Jaylen Brown, cestista statunitense (Marietta, n. 1996)
- Jaylon Brown, cestista statunitense (Fishers, n. 1994)

## K(5)
- Ken Brown, cestista statunitense (St. Louis, n. 1989)
- Kenny Brown, ex cestista statunitense (Florissant, n. 1981)
- Kendall Brown, cestista statunitense (Cottage Grove, n. 2003)
- Kobe Brown, cestista statunitense (Huntsville, n. 2000)
- Kwame Brown, ex cestista statunitense (Charleston, n. 1982)

## L(4)
- Rod Brown, ex cestista statunitense (Dallas, n. 1978)
- Leon Brown, cestista statunitense (Hastings, n. 1919 - Culver City, † 1990)
- Lewis Brown, cestista statunitense (Los Angeles, n. 1955 - Los Angeles, † 2011)
- Lorenzo Brown, cestista statunitense (Rockford, n. 1990)

## M(7)
- Marshall Brown, cestista, giocatore di baseball e allenatore di pallacanestro statunitense (Whitehouse, n. 1918 - Nacogdoches, † 2008)
- Marshall Brown, ex cestista statunitense (Austin, n. 1985)
- Mel Brown, cestista canadese (Athabasca, n. 1935 - North Vancouver, † 2019)
- Mike Brown, ex cestista e allenatore di pallacanestro statunitense (Newark, n. 1963)
- Marcus Brown, ex cestista e allenatore di pallacanestro statunitense (West Memphis, n. 1974)
- Mike Brown, ex cestista e allenatore di pallacanestro statunitense (Columbus, n. 1970)
- Moses Brown, cestista statunitense (New York, n. 1999)

## Q(2)
- Tico Brown, ex cestista statunitense (Kokomo, n. 1957)
- Tookie Brown, cestista statunitense (Augusta, n. 1995)

## R(8)
- Bob Brown, cestista statunitense (Versailles, n. 1923 - Missouri City, † 2016)
- Rickey Brown, ex cestista statunitense (Madison County, n. 1958)
- Rickey Brown, ex cestista statunitense (Gadsden, n. 1955)
- Roger Brown, cestista e allenatore di pallacanestro statunitense (Brooklyn, n. 1942 - Indianapolis, † 1997)
- Randy Brown, ex cestista, allenatore di pallacanestro e dirigente sportivo statunitense (Chicago, n. 1968)
- Raymond Brown, ex cestista statunitense (Atlanta, n. 1965)
- Rion Brown, cestista statunitense (Hinesville, n. 1991)
- Robert Brown, ex cestista statunitense (Clermont, n. 1992)

## S(5)
- Sah-u-Ra Brown, ex cestista statunitense (New York, n. 1979)
- Stan Brown, cestista statunitense (Filadelfia, n. 1929 - Dover, † 2009)
- Shannon Brown, ex cestista statunitense (Maywood, n. 1985)
- Sherwood Brown, cestista statunitense (Columbus, n. 1991)
- Sterling Brown, cestista statunitense (Maywood, n. 1995)

## T(6)
- Tony Brown, ex cestista statunitense (Stockton, n. 1964)
- Troy Brown, ex cestista statunitense (Lynn, n. 1971)
- Taylor Brown, ex cestista statunitense (Atlanta, n. 1989)
- Tevin Brown, cestista statunitense (Fairhope, n. 1998)
- Tierre Brown, ex cestista statunitense (Iowa, n. 1979)
- Tony Brown, ex cestista statunitense (Wichita, n. 1979)

## V(1)
- Vitto Brown, cestista statunitense (Ada, n. 1995)

## W(3)
- Bill Brown, cestista statunitense (Blackford, n. 1922 - Devon, † 2007)
- Roger Brown, cestista statunitense (Chicago, n. 1950 - Chicago, † 2023)
- Rookie Brown, cestista statunitense (Filadelfia, n. 1925 - Neptune, † 1971)

## Z(1)
- Zach Brown, cestista statunitense (Houston, n. 1995)